# Žralok bělavý
Žralok bělavý, nazývaný též jako žralok býčí (Carcharhinus leucas) je mohutný a velký druh žraloka. Žije především v mělkých teplých vodách podél pobřeží, vyskytuje se i v ústí velkých řek, někdy pluje i daleko proti proudu a tudíž bývá zaznamenán i hluboko ve vnitrozemí. Délka dospělých jedinců se pohybuje od 2 do 3,5 metru, zcela výjimečně i více. Hmotnost dosahuje 90 až více než 300 kg. Má okrouhlý masivní rypec, velké žeberní štěrbiny a velkou hřbetní ploutev. Tělo má svrchu zbarvené šedě, břicho je bílé. Je považován za jednoho z nejnebezpečnějších žraloků a je zodpovědný za mnoho útoků na člověka v pobřežních oblastech.

## Rozšíření
Obývají obyčejně teplé, mělké vody podél pobřeží, případně pak řeky. V moři se pohybuje v oblasti do hloubky 150 m, ale obvykle nepřesáhne hranici 30 m. V Atlantském oceánu se nalézá od Massachusetts, jižní Brazílie až po Maroko a Angolu. V Indickém oceánu obývá území od Jižní Afriky po Keňu, Indii, Vietnam a Austrálii. Velká část celkové populace žraloků bělavých žije u pobřeží nebo v řekách Austrálie. Odhaduje se, že u pobřeží Brisbanu v Austrálii žije více než 500 žraloků bělavých. Na rozdíl od většiny ostatních mořských žraloků dokáže tento druh po určitou dobu žít ve sladké vodě. Často je viděn v oblastech řek, které jsou značně vzdálené od moře, často se tak děje v Amazonce, kde byl spatřen 4000 kilometrů od ústí řeky na území Peru. V řece Mississippi byl spatřen téměř 3000 kilometrů od ústí do moře. Žraloci bělaví se vyskytují také ve sladkovodním jezeře Nikaragua a v indické řece Ganga, kde bylo několik útoků žraloka bělavého na člověka neprávem připisováno vzácnému žraloku ganžskému.

## Potrava
Loví samotářsky a jeho kořistí se obvykle stávají ryby, jiní žraloci (např. polorejnok kalifornský), delfíni, želvy, ptáci, měkkýši, korýši a dokonce i savci žijící na souši. Nepohrdne ani mrtvolou.
Žralok bělavý celosvětově proslul svým nepředvídatelným, často velice agresivním chováním, které vyústilo k názoru, že žraloci bělaví pobývající v mělkých vodách jsou často nebezpečnější člověku než ostatní druhy žraloků v témže prostředí. Navíc několik útoků žraloků bělavých na lidi bylo mylně přisuzováno jiným druhům žraloků, zvláště pak žraloku bílému a tygřímu. Útoky těchto žraloků při pobřeží New Jersey v roce 1916 se staly inspirací pro román a následný film Čelisti. Jsou vysoce teritoriální a neváhají zaútočit na každého živočicha (včetně člověka), který vstoupí na jeho území. V několika zemích, zvláště pak v Indii, představuje žralok bělavý opravdu velké nebezpečí a může za úmrtí nebo napadení mnoha lidí.

## Rozmnožování
Žraloci bělaví se rozmnožují v létě, často v poloslaných vodách v ústí řek. Po zhruba roční březosti rodí samice až 13 mláďat (jsou živorodí). Mláďata jsou po narození zhruba 70 cm dlouhá a pohlavní dospělosti dosahují v 10 letech života. Mezi mláďaty se často projevuje kanibalismus.